# Aaron Hughes
Aaron William Hughes, född 8 november 1979 i Cookstown, Tyrone, Nordirland, är en nordirländsk fotbollsspelare som spelar för Heart of Midlothian. Han spelar också för Nordirlands landslag.